# گلندیل، شهرستان دیویس، ایندیانا
گلندیل (به انگلیسی: Glendale) یک منطقهٔ مسکونی در ایالات متحده آمریکا است که در شهرستان دیویس، ایندیانا واقع شده‌است. گلندیل ۱۶۱٫۸۵ متر بالاتر از سطح دریا واقع شده‌است.